# Daniela Munits
Daniela Munits (en hebreo: דניאלה מוניץ‎; 9 de diciembre de 2007) es una deportista israelí que compite en gimnasia rítmica, en la modalidad individual. Ganó cinco medallas en el Campeonato Europeo de Gimnasia Rítmica entre los años 2023 y 2025.

## Palmarés internacional
| Campeonato Europeo | Campeonato Europeo | Campeonato Europeo | Campeonato Europeo |
| Año                | Lugar              | Medalla            | Prueba             |
| ------------------ | ------------------ | ------------------ | ------------------ |
| 2023               | Bakú (Azerbaiyán)  | Medalla de bronce  | Equipo             |
| 2024               | Budapest (Hungría) | Medalla de bronce  | Equipo             |
| 2024               | Budapest (Hungría) | Medalla de oro     | Mazas              |
| 2024               | Budapest (Hungría) | Medalla de bronce  | Pelota             |
| 2025               | Tallin (Estonia)   | Medalla de bronce  | Equipo             |